# Owen Garvan
Owen Garvan (ur. 29 stycznia 1988 w Dublinie) – irlandzki piłkarz występujący na pozycji pomocnika w drużynie Crystal Palace.

## Statystyki kariery
| Sezon   | Klub                    | Kraj   | Rozgrywki      | Mecze | Bramki |
| ------- | ----------------------- | ------ | -------------- | ----- | ------ |
| 2005/06 | Ipswich Town            | Anglia | Championship   | 32    | 3      |
| 2006/07 | Ipswich Town            | Anglia | Championship   | 27    | 1      |
| 2007/08 | Ipswich Town            | Anglia | Championship   | 43    | 2      |
| 2008/09 | Ipswich Town            | Anglia | Championship   | 37    | 7      |
| 2009/10 | Ipswich Town            | Anglia | Championship   | 25    | 0      |
| 2010/11 | Crystal Palace          | Anglia | Championship   | 26    | 3      |
| 2011/12 | Crystal Palace          | Anglia | Championship   | 22    | 3      |
| 2012/13 | Crystal Palace          | Anglia | Championship   | 28    | 4      |
| 2013/14 | Crystal Palace          | Anglia | Premier League | 2     | 0      |
| 2013/14 | Millwall (wyp.)         | Anglia | Championship   | 13    | 0      |
| 2014/15 | Bolton Wanderers (wyp.) | Anglia | Championship   | 3     | 0      |